# Karl Leistner

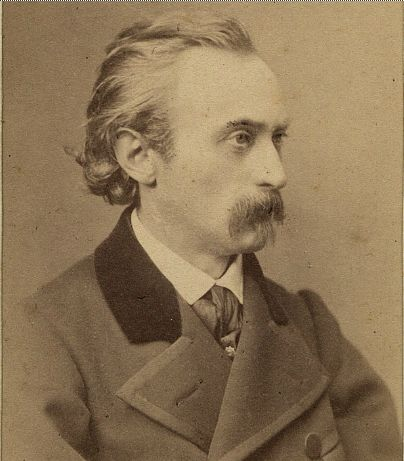
Karl Leistner im Jahr 1873

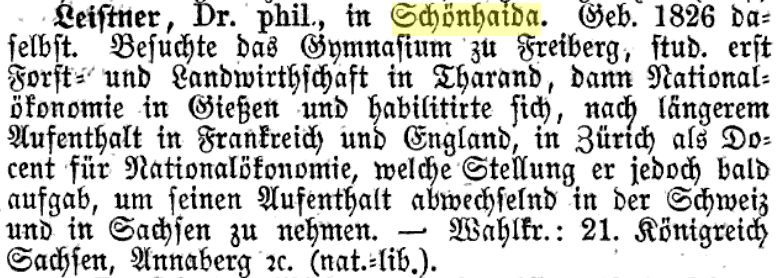
Karl Leistner in Hirth’s Parlaments-Almanach von 1869

Karl Theodor Leistner (* 3. November 1825 in Schönheide; † 20. Mai 1874 in Dresden) war ein deutscher Nationalökonom und nationalliberaler Politiker.

## Leben und Wirken
Nach dem Besuch des Gymnasiums in Freiberg studierte Leistner bis Michaelis 1846 die Fächer Forst- und Landwirtschaft an der Forstakademie Tharandt. Darauf aufbauend folgte in Gießen ein Studium der Nationalökonomie. Während seines Studiums wurde er 1847 Mitglied der Alten Burschenschaft Frankonia Gießen. 1850/51 wurde er wegen seines Engagements in einem Republikanischen Verein während der 1848er Revolution aus Hessen verbannt. Nach einem längeren Aufenthalt in England und Frankreich promovierte er 1854 an der Universität Zürich zum Dr. phil. In Zürich übernahm er nach der Habilitation eine Dozentenstelle für Nationalökonomie, die er jedoch bereits kurze Zeit später wieder aufgab. In der Folge lebte er teils in Deutschland und teils in der Schweiz. Er besaß ein Bauerngut in seinem erzgebirgischen Heimatort Schönheide.
Von August 1867 bis März 1871 vertrat er als national-liberaler Abgeordneter den 21. sächsischen Wahlkreis (Annaberg–Schwarzenberg) im Reichstag des Norddeutschen Bundes. Zusätzlich war er von 1869 bis zu seinem Tod als Vertreter des 43. ländlichen Wahlkreises Abgeordneter in der II. Kammer des Sächsischen Landtags. Leistner war auch Mitglied des 1870 einberufenen Deutschen Zollparlaments.
Während seiner Mitgliedschaft im Sächsischen Landtag setzte er sich für den Bau der Eisenbahn von Aue (Sachsen) im Tal der Zwickauer Mulde bis in das Vogtland (Adorf/Vogtl.) ein und plädierte für die Errichtung eines Bahnhofs in Schönheiderhammer.
Von seinen Erben wurde 1874 ein Kapital von 900 Mark an die Schulgemeinde Schönheide gestiftet, deren Zinsen jährlich an unbemittelte Konfirmanden verteilt wurden.

## Werke
- Einleitung zu einer Darstellung des commerziellen Creditsystems. Zürich 1862